# La regina della magia
La regina della magia (Queen of Sorcery) è un romanzo fantasy pubblicato da David Eddings nel 1982. È il secondo romanzo del ciclo di Belgariad.

## Trama
Il viaggio di Garion verso sud prosegue. Questa volta, il giovane Sendar (che viene sempre più spesso paragonato a un Rivan) dovrà sventare un complotto dei Murgo a danno del Re di Arendia, cercare l'appoggio dell'Imperatore di Tolnedra e sfuggire alle insidie della regina di Nyissa, la perfida Salmissra.

## Edizioni
- David Eddings, La regina della magia, traduzione di Annarita Guarnieri, Fantacollana, n. 72, Milano, Editrice Nord, 1987,  p. 342.
- David Eddings, La regina della stregoneria, in Il ciclo di Belgariad - Primo volume, traduzione di Ilaria M. Orsini, Tascabili Immaginario, n. 32, Roma, Fanucci Editore, 2003,  p. 702, ISBN 88-347-0899-7.